# Буревестник (волейбольный клуб, Харьков)
«Буревестник» — советский мужской волейбольный клуб из Харькова. Высшее достижение в чемпионатах СССР — 5-е место (1938, 1939, 1947, 1966, 1968), победитель Всесоюзных зимних соревнований (1959). В 1930-е годы команда носила название «Здоровье», в 1946—1954 годах — «Наука», в 1973 году была расформирована.

## История

1950-е годы. Первые шаги в большом волейболе будущих олимпийских чемпионов Юрия Пояркова (№ 2) и Юрия Венгеровского (№ 3)

В 1938 году студенческая команда «Здоровье» из Харькова под руководством играющего тренера Леонида Бевза заняла первое место на проходившем в Киеве чемпионате Украинской ССР и добилась права участвовать в чемпионате СССР, впервые разыгрываемого для клубов. Во всесоюзных первенствах 1938 и 1939 годов «Здоровье» заняло 5-е место, а в 1940 году — 6-е.
В первом послевоенном чемпионате СССР, прошедшем в октябре 1945 года, от Харькова выступал «Локомотив», однако в июле 1946 года студенческая команда «Наука», ведомая Владимиром Стрикуновым, обыграла железнодорожников в финале первенства Украины и снова стала участником чемпионата Советского Союза.
В 1954 году, заняв девятое, предпоследнее место «Наука» выбыла во второй эшелон — класс «Б», в следующем сезоне вступила в спортивное общество «Буревестник» и сменила название. В 1956 году игроки «Буревестника» Георгий Гафанович, Владимир Горбунов и Борис Ломоносов в составе сборной Украинской ССР стали чемпионами I Спартакиады народов СССР. В 1957 году «Буревестник», который тренировал Константин Блудов, на финальном турнире четырёх команд в Свердловске вернул себе право играть в дивизионе сильнейших.
В 1959 году «Буревестник» добился наивысшего достижения в своей истории, став победителем Всесоюзных зимних соревнований. В команде играли Юрий Венгеровский, Георгий Гафанович, Владимир Горбунов, Эдуард Колпак, Борис Ломоносов, Виктор Пелипак, Юрий Поярков, тренировал коллектив Василий Андреевич Титарь.
В 1960-е годы в «Буревестнике» продолжал выступать двукратный олимпийский чемпион Юрий Поярков, в 1964 году в команду вернулся из ЦСКА чемпион Игр в Токио Юрий Венгеровский, в 1968 году дебютировал Василиюс Матушевас, чемпион Олимпиады в Мехико. Они определяли игру команды, достигшей во второй половине 1960-х стабильно высоких результатов в чемпионате СССР. В 1967 году Юрий Поярков был капитаном сборной Украинской ССР, завоевавшей в Москве «золото» IV Спартакиады народов.
В чемпионате СССР 1973 года «Буревестник» под руководством Леонида Смирина занял 12-е, последнее место и покинул высшую лигу. Причиной неудачи была потеря ведущих игроков — завершили карьеру Юрий Поярков и Юрий Венгеровский, перешёл в ростовский СКА Валерий Ткаченко, а Леонид Лихно и Александр Минак защищали цвета другой харьковской команды — ДСК, которая выступала в первой лиге и при этом дважды, в 1972 и 1973 годах, выходила в финальные турниры Кубка СССР, обыгрывая на пути к ним земляков из «Буревестника». 1973 год стал последним в истории обоих коллективов — спортивным и партийным руководством города и Южной железной дороги было принято решение о создании единой команды на базе спортивного общества железнодорожников — харьковского «Локомотива».
«Буревестник» вписал немало ярких страниц в историю советского волейбола. В довоенные годы в харьковской команде начинали свой спортивный путь заслуженный мастер спорта, заслуженный тренер Украинской ССР, судья международной категории Алексей Есипенко и заслуженный мастер спорта, судья международной категории Георгий Шелекетин. С боевыми наградами вернулись с фронтов Великой Отечественной войны Николай Ваганов, Семён Дорфман, Алексей Есипенко, Владимир Макридин, Василий Титарь, Георгий Шелекетин и другие мастера харьковского волейбола. В команде под руководством заслуженного тренера СССР Василия Титаря выросли олимпийские чемпионы Юрий Поярков, Юрий Венгеровский и Василиюс Матушевас. На научном и педагогическом поприще проявили себя Георгий Гафанович, Владимир Макридин и Юрий Поярков.

## Результаты в чемпионате СССР
| - 1938 — 5-е место - 1939 — 5-е место - 1940 — I группа, 6-е место - 1946 — 6-е место - 1947 — I группа, 5-е место - 1948 — 8-е место - 1949 — 9-е место - 1950 — 9-е место - 1951 — 7-е место | - 1952 — 10-е место - 1953 — 9-е место - 1954 — класс «А», 9-е место - 1955 — класс «Б», 8-е место - 1957 — класс «Б», 1-е место - 1958 — класс «А», 8-е место - 1960 — класс «А», 7-е место - 1961 — класс «А», 9-е место - 1961/62 — класс «А», 10-е место | - 1965 — класс «А», 7-е место - 1966 — класс «А», I группа, 5-е место - 1968 — класс «А», I группа, 5-е место - 1968/69 — класс «А», I группа, 8-е место - 1969/70 — класс «А», I группа, 8-е место - 1971 — класс «А», I группа, 10-е место - 1972 — высшая лига, 6-е место - 1973 — высшая лига, 12-е место |